# Power BI
Power BI és un servei d'analítica empresarial de Microsoft. Té com a objectiu proporcionar visualitzacions interactives i capacitats d' intel·ligència empresarial amb una interfície prou senzilla perquè els usuaris finals puguin crear els seus propis informes i taulers.

## General
Power BI proporciona serveis de BI (business intelligence, o intel·ligència empresarial) basats en núvols, coneguts com a "Power BI Services", juntament amb una interfície basada en escriptori, anomenada "Power BI Desktop". Ofereix funcions de magatzem de dades, com ara preparació de dades, descobriment de dades i taulers de comandament interactius. El març de 2016, Microsoft va llançar un servei addicional anomenat Power BI incrustat a la seva plataforma al núvol d'Azure. Un dels principals diferenciadors del producte és la capacitat de carregar visualitzacions personalitzades.

## Història
Aquesta aplicació va ser originalment pensada per Thierry D'Hers i Amir Netz de l'equip de serveis d'informació de SQL Server de Microsoft. Va ser originalment dissenyat per Ron George l'estiu de 2010 i es va anomenar Projecte Crescent. Project Crescent inicialment estava disponible per a la seva descàrrega pública l'11 de juliol de 2011, inclòs amb el nom de codi SQL Server Denali. Després es va canviar de nom a Power BI, i després va ser presentada per Microsoft el setembre de 2013 com Power BI per a Office 365. El primer llançament de Power BI es va basar en els complements basats en Microsoft Excel: Power Query, Power Pivot i Vista d'energia. Amb el temps, Microsoft també va afegir moltes funcions addicionals, com ara Preguntes i respostes, connectivitat de dades a nivell d'empresa i opcions de seguretat mitjançant Power BI Gateways. Power BI es va publicar per primera vegada al públic en general el 24 de juliol de 2015.
Al febrer de 2019, Gartner va confirmar Microsoft com a líder del "Quadrant màgic Gartner 2019 per a Analytics i Business Intelligence Platform" com a resultat de les capacitats de la plataforma Power BI. Això va representar el dotzè any consecutiu de reconeixement de Microsoft com a venedor principal en aquesta categoria de Quadrant Màgic (a partir de tres anys abans que fins i tot es creés aquesta eina).

## Components clau
Els components clau de l'ecosistema de Power BI inclouen:
Power BI Desktop
L'aplicació basada en Windows per a ordinadors i ordinadors de sobretaula, principalment per dissenyar i publicar informes al servei.
Power BI Service
Servei en línia basat en el SaaS (programari com a servei) (abans conegut com Power BI per a Office 365), ara conegut com PowerBI.com (o simplement Power BI).
Power BI Mobile Apps
Aplicacions mòbils de Power BI per a dispositius Android i iOS, així com per a telèfons i tauletes Windows.
Power BI Gateway
Passarel·les utilitzades per sincronitzar dades externes dins i fora de Power BI. En mode Enterprise, Flows i PowerApps també poden ser utilitzats a Office 365.
Power BI Embedded
L' API de Power BI REST es pot utilitzar per crear taulers de taula i informes a les aplicacions personalitzades que serveixen als usuaris de Power BI, així com a usuaris que no siguin Power BI.
Power BI Report Server
Una solució d'informació de Power BI local a les instal·lacions per a empreses que no emmagatzemaran o no podran emmagatzemar dades al Servidor d'informes Power BI basat al núvol.
Power BI Visuals Marketplace
Un mercat de visualitzacions personalitzades i visuals de tecnologia R.